# چسترتون، آکسفوردشر
چسترتون (به انگلیسی: Chesterton) یک روستا و محله مدنی در بریتانیا است که در چرول واقع شده‌است. چسترتون ۱۳٫۲۰ کیلومتر مربع مساحت و ۸۵۰ نفر جمعیت دارد.